# Helah Kiprop
Helah Kiprop, née le 7 avril 1985, est une athlète kényane, spécialiste des courses de fond. 

## Biographie
En 2015, elle se classe deuxième du Marathon de Tokyo, derrière l' Éthiopienne Berhane Dibaba, et porte son record personnel sur la distance à 2 h 24 min 3 s. Elle remporte la médaille d'argent des championnats du monde à Pékin, devancée d'une seconde par l'Éthiopienne Mare Dibaba.  En 2023, elle remporte le marathon de Paris, après avoir été lâchée et être revenue.

### Palmarès
| Date | Compétition             | Lieu   | Résultat | Épreuve       | Performance     |
| ---- | ----------------------- | ------ | -------- | ------------- | --------------- |
| 2010 | Semi-marathon de Poznań | Poznań | 1re      | Semi-marathon | 1 h 13 min 03 s |
| 2013 | Marathon de Berlin      | Berlin | 4e       | Marathon      | 2 h 28 min 02 s |
| 2014 | Marathon de Séoul       | Séoul  | 1re      | Marathon      | 2 h 27 min 29 s |
| 2015 | Marathon de Tokyo       | Tokyo  | 2e       | Marathon      | 2 h 24 min 3 s  |
| 2015 | Championnats du monde   | Pékin  | 2e       | Marathon      | 2 h 27 min 36 s |
| 2016 | Marathon de Tokyo       | Tokyo  | 1re      | Marathon      | 2 h 21 min 27 s |
| 2023 | Marathon de Paris       | Paris  | 1re      | Marathon      | 2 h 23 min 19 s |

### Records
| Épreuve  | Performance    | Lieu  | Date            |
| -------- | -------------- | ----- | --------------- |
| Marathon | 2 h 24 min 3 s | Tokyo | 22 février 2015 |